# Exechopsis
Exechopsis Millidge, 1991 è un genere di ragni appartenente alla famiglia Linyphiidae.

## Distribuzione
Le due specie oggi note di questo genere sono state rinvenute in America meridionale: Brasile, Perù, Colombia ed Ecuador.

## Tassonomia
Dal 1991 non sono stati esaminati esemplari di questo genere.
A dicembre 2012, si compone di due specie:
- Exechopsis conspicua Millidge, 1991 — Brasile, Perù
- Exechopsis versicolor Millidge, 1991[3] — Colombia, Ecuador